# Интернет архив
Internet Archive е американска електронна библиотека, основана на 10 май 1996 г. и председателствана от защитника на свободната информация Брюстър Кейл. Сайтът предоставя безплатен публичен достъп до колекции от дигитализирани материали, включително уеб сайтове, софтуерни приложения (игри, музика, филми) видеоклипове, движещи се изображения и милиони книги. В допълнение към функцията си за архивиране, Internet Archive е активистка организация, застъпваща се за безплатен и отворен интернет. Към 1 януари 2023 г. Internet Archive съдържа повече от 36 милиона печатни материали, 11,6 милиона парчета аудиовизуално съдържание, 2,5 милиона софтуерни програми, 15 милиона аудиофайла, 4,5 милиона изображения, 251 хиляди концерта и над 808 милиарда уеб страници в своята Wayback Machine.
Internet Archive позволява на обществеността да качва и изтегля цифрови материали в своя клъстер от данни, но по-голямата част от данните му се събират автоматично от нейните търсещи роботи, които работят за запазване на възможно най-голяма част от публичната мрежа. Неговият уеб архив, Wayback Machine, съдържа стотици милиарди уеб улавяния. Internet Archive контролира един от най-големите проекти за дигитализация на книги в света.
Сайтът е създаден през 1996 г. от Брюстър Кейл. Към август 2016 г. съдържа 502 млрд. копия на уеб страници. Към март 2019 г. размерът на архива е 60 петабайта Архивът не включва страници от сайтове, които не позволяват (чрез robots.txt) да бъдат индексирани от ботове.

## Управление
Internet Archive е организация с нестопанска цел, базирана в Сан Франциско, Калифорния, САЩ. Архивът разполага с годишен бюджет от около няколко десетки милиона щатски долара, събиран чрез различни източници, като: уеб услуги, различни партньорства, безвъзмездни средства, дарения и фондация „Kahle–Austin“. Internet Archive управлява периодични кампании за финансиране, както стартиралата през декември 2019 г. кампания, целяща да събере дарения за 6 милиона щатски долара.
До 2019 г. по-голямата част от служителите работят в центровете за сканиране на книги, след което сканирането се извършва от 100 платени оператора по целия свят. Internet Archive разполага с центрове за данни в три калифорнийски града – Сан Франциско, Редуд Сити и Ричмънд. За да се подсигури стабилността и устойчивостта на архива, както да се ускори свалянето и да се разпредели натоварването, пълни копия се поддържат на огледални сайтове в Библиотека Александрина (Египет) и съоръжение в Амстердам (Нидерландия). Архивът е член на Международния консорциум за опазване на интернет. От 2007 г. архивът придобива статус на библиотека.
- Централната сграда, разположена в Сан Франциско, Калифорния (1996 – 2009)
- Централната сграда, разположена в Сан Франциско, Калифорния (след 2009 г.)

## История
Архива е основан през май 1996 г. от Брюстър Кейл. През октомври 1996 г. Internet Archive започва да архивира и съхранява глобалната мрежа в големи количества, въпреки че запазва най-ранните страници през май 1996 г. До 2001 г. архивираното съдържание не е публично достъпно, до разработването на Wayback Machine.

## Уеб архивиране

### Wayback Machine
Internet Archive се възползва от популярното използване на термина „WABAC machine“ от сегмент на анимационния филм „Приключенията на Роки и Булуинкъл“ и използва името „Wayback Machine“ за своята услуга, която позволява архиви на World Wide Web за търсене и достъп. Тази услуга позволява на потребителите да преглеждат някои от архивираните уеб страници. Wayback Machine е създаден със съвместни усилия на Alexa Internet и Internet Archive, когато е изграден триизмерен индекс, който позволява сърфиране на архивирано уеб съдържание. Милиони уеб сайтове и свързаните с тях данни (изображения, източник код, документи и др.) се записват в база данни. Услугата може да се използва, за да се види как са изглеждали предишните версии на уеб сайтове, да се вземе оригинален изходен код от уеб сайтове, които може вече да не са директно достъпни, или да се посетят уеб сайтове, които вече дори не съществуват. Не всички уеб сайтове са налични, защото много собственици на уеб сайтове решават да изключат своите сайтове.
През октомври 2013 г. е предоставена функция за архивиране „Запазване на страница сега“, достъпна в долния десен ъгъл на главната страница на Wayback Machine. След като се въведе и запази целеви URL адрес, уеб страницата се запазва в Wayback Machine. Чрез интернет адреса web.archive.org потребителите могат да качват в Wayback Machine голямо разнообразие от съдържание, включително PDF и файлови формати за компресиране на данни. Wayback Machine създава постоянен локален URL адрес на съдържанието за качване, който е достъпен в мрежата, дори ако не е посочен по време на търсене в официалния уеб сайт „archive.org“.

### Archive-It
Archive-It е услуга за абонамент за уеб архивиране, която позволява на институции и лица да изграждат и съхраняват колекции от цифрово съдържание и да създават цифрови архиви, създадена в началото на 2006 г. Archive-It позволява на потребителя да персонализира заснемането или изключването на уеб съдържание, което иска да запази поради съображения за културно наследство. Чрез уеб приложение, партньорите Archive-It могат да събират, каталогизират, управляват, разглеждат, търсят и преглеждат своите архивирани колекции.
По отношение на достъпността, архивираните уеб сайтове могат да се търсят в пълен текст в рамките на седем дни след заснемането. Съдържание, събрано чрез Archive-It, се заснема и съхранява като WARC файл. Основно и резервно копие се съхраняват в центровете за данни на Internet Archive. Копие от WARC файла може да бъде предоставено на абониращи се партньорски институции за геоизлишно съхранение и съхранение в съответствие с техните най-добри стандарти. Периодично данните, уловени чрез Archive-It се индексират в общия архив на Internet Archive.
Към март 2014 г. Archive-It има над 275 партньорски институции в 46 щати на САЩ и 16 държави, които събират над 7,4 милиарда URL адреса за над 2444 публични колекции. Партньори на Archive-It са библиотеки на университети и колежи, държавни архиви, федерални институции, музеи, юридически библиотеки и културни организации, включително Организацията за електронна литература, Държавен архив и библиотека в Северна Каролина, Станфордски университет, Колумбийски университет, Американски университет в Кайро, Джорджтаунска юридическа библиотека и др.

### Internet Archive Scholar
През септември 2020 г. Internet Archive обявява, че пуска нова услуга за архивиране и запазване на академични списания с отворен достъп, наречена Internet Archive Scholar. Тя включва над 25 милиона научни статии и други научни документи, запазени в Internet Archive. Колекцията обхваща от дигитализирани копия на списания от XVIII век до най-новите конферентни сборници с отворен достъп и предпечатни материали от световната уеб мрежа.

### General Index
През 2021 г. Internet Archive обявява първоначалната версия на General Index, публично достъпен индекс към колекция от 107 милиона статии в академични списания.

## Колекции от книги

### Брой текстове по езици
Броят на всички текстове към 2 август 2021 г. е 32 144 440. Първите 100 категории за езици по брой текстове са:
| №  | Езици               | Брой текстове |
| 1  | Английски           | 24 273 219    |
| 2  | Нидерландски        | 702 221       |
| 3  | Френски             | 689 436       |
| 4  | Немски              | 688 460       |
| 5  | Арабски             | 461 483       |
| 6  | Италиански          | 384 698       |
| 7  | Испански            | 287 030       |
| 8  | Гръцки              | 144 161       |
| 9  | Китайски            | 141 668       |
| 10 | Латински            | 133 710       |
| 11 | Японски             | 130 926       |
| 12 | Ръкописен английски | 92 763        |
| 13 | Урду                | 91 094        |
| 14 | Санскрит            | 86 582        |
| 15 | Хинди               | 75 948        |
| 16 | Руски               | 66 980        |
| 17 | Португалски         | 63 315        |
| 18 | Бенгалски           | 43 489        |
| 19 | Телугу              | 41 883        |
| 20 | Гуджарати           | 41 307        |
| 21 | Украински           | 30 059        |
| 22 | Тамилски            | 28 388        |
| 23 | Персийски           | 23 007        |
| 24 | Датски              | 21 269        |
| 25 | Шведски             | 18 151        |

| №  | Езици        | Брой текстове |
| 26 | Полски       | 18 051        |
| 27 | Турски       | 17 244        |
| 28 | Папиаменто   | 16 382        |
| 29 | Тибетски     | 16 051        |
| 30 | Идиш         | 15 343        |
| 31 | Индонезийски | 15 068        |
| 32 | Малаялам     | 14 669        |
| 33 | неопределен  | 13 957        |
| 34 | Каннада      | 12 994        |
| 35 | Унгарски     | 11 447        |
| 36 | Румънски     | 11 175        |
| 37 | Есперанто    | 9720          |
| 38 | Хърватски    | 9646          |
| 39 | Чешки        | 9402          |
| 40 | Тайски       | 8007          |
| 41 | Маратхийски  | 7534          |
| 42 | неизвестен   | 7409          |
| 43 | Каталонски   | 7284          |
| 44 | Корейски     | 7254          |
| 45 | Малайски     | 7049          |
| 46 | Беларуски    | 6046          |
| 47 | Норвежки     | 5666          |
| 48 | Старогръцки  | 5297          |
| 49 | Панджабски   | 5273          |
| 50 | Староруски   | 5094          |

| №  | Езици               | Брой текстове |
| 51 | Суахили             | 5085          |
| 52 | Пиемонтски          | 4848          |
| 53 | Иврит               | 4838          |
| 54 | Фински              | 4641          |
| 55 | Уелски              | 4471          |
| 56 | Кюрдски             | 4443          |
| 57 | Ръкописен японски   | 4097          |
| 58 | Виетнамски          | 3935          |
| 59 | много езици         | 3746          |
| 60 | други               | 3213          |
| 61 | Английски и френски | 3067          |
| 62 | Тагалог             | 3048          |
| 63 | Исландски           | 2972          |
| 64 | Африканс            | 2847          |
| 65 | Сръбски             | 2844          |
| 66 | Балийски            | 2778          |
| 67 | Манипури            | 2762          |
| 68 | Одия                | 2702          |
| 69 | Османски турски     | 2538          |
| 70 | Конкани             | 2446          |
| 71 | Синдхи              | 2280          |
| 72 | Бретонски           | 2272          |
| 73 | Асамски             | 2258          |
| 74 | Албански            | 2258          |
| 75 | Галисийски          | 2064          |

| №   | Езици                | Брой текстове |
| 76  | Арменски             | 2055          |
| 77  | Баски                | 1928          |
| 78  | Илокано              | 1914          |
| 79  | Естонски             | 1909          |
| 80  | Литовски             | 1788          |
| 81  | Азербайджански       | 1750          |
| 82  | Кхоса                | 1741          |
| 83  | Словашки             | 1708          |
| 84  | Новоарамейски        | 1691          |
| 85  | Шотландски келтски   | 1639          |
| 86  | Зулуски              | 1572          |
| 87  | Ирландски            | 1570          |
| 88  | Словенски            | 1537          |
| 89  | Узбекски             | 1450          |
| 90  | Пали                 | 1347          |
| 91  | Окситански           | 1192          |
| 92  | Български            | 983           |
| 93  | Шотландски германски | 966           |
| 94  | Кхаси                | 878           |
| 95  | Енг – ръкописен      | 867           |
| 96  | Сирийски             | 836           |
| 97  | Бошняшки             | 832           |
| 98  | Непалски             | 832           |
| 99  | Норвежки – букмол    | 826           |
| 100 | Пущунски             | 824           |

### Брой текстове по десетилетия
| Десетилетия | Брой текстове (27 ноември 2015) |
| 1800-те     | 39 842                          |
| 1810-те     | 51 151                          |
| 1820-те     | 79 476                          |
| 1830-те     | 105 021                         |
| 1840-те     | 127 649                         |
| 1850-те     | 180 950                         |
| 1860-те     | 210 574                         |
| 1870-те     | 214 505                         |
| 1880-те     | 285 984                         |
| 1890-те     | 370 726                         |

| Десетилетия | Брой текстове (27 ноември 2015) |
| 1900-те     | 504 000                         |
| 1910-те     | 455 539                         |
| 1920-те     | 185 876                         |
| 1930-те     | 70 190                          |
| 1940-те     | 85 062                          |
| 1950-те     | 81 192                          |
| 1960-те     | 125 977                         |
| 1970-те     | 206 870                         |
| 1980-те     | 181 129                         |
| 1990-те     | 272 848                         |

| Десетилетия | Брой текстове (27 ноември 2015) |
| 2000-те     | 579 905                         |
| 2010-те     | 855 253                         |

### Open Library
Open Library (в превод: Отворена библиотека) е проект на Internet Archive. Уикито се стреми да включи уеб страница за всяка книга, съдържа 25 милиона каталожни записа на издания. Също така се стреми да бъде достъпна в мрежата публична библиотека: съдържа пълните текстове на приблизително 1 600 000 книги в публично достояние (от повече от пет милиона от основната колекция текстове), както и книги в печат и авторски права, които са напълно четими, с възможност за изтегляне и с възможност за търсене в пълен текст; предлага двуседмичен заем на електронни книги в своята програма за кредитиране на Книги за заеми за над 647 784 книги, които не са публични домейн, в партньорство с над 1000 библиотеки от 6 държави след безплатна регистрация в уеб сайта. Open Library е безплатен софтуерен проект с отворен код, чийто изходен код е свободно достъпен в GitHub.

## Медийни колекции
В допълнение към уеб архивите, Internet Archive поддържа обширни колекции от дигитални медии, които са удостоверени от потребителя, който ги е качил, за публично достояние в Съединените щати или са лицензирани под лиценз, който позволява преразпределение, като лицензи на Криейтив Комънс. Медиите са организирани в колекции по тип медия (движещи се изображения, аудио, текст и др.) И в раздели на колекции според различни критерии. Всяка от основните колекции включва раздела на колекция „Общност“ (по-рано наречена „Отворен код“), където се съхраняват общи публикации от обществеността.
Колекциите съдържат около 3000 предмета от Бруклинския музей.

### Аудиоколекция
Аудиоархивът включва музика, аудиокниги, новинарски предавания, радиопредавания от старо време и голямо разнообразие от други аудиофайлове. В колекцията има повече от 200 000 безплатни цифрови записа. Разделите колекции включват аудиокниги и поезия, подкасти и др. Звуковите колекции са куратори от Боб Джордж, директор на Архива на съвременната музика.
Архивът на музика на живо включва повече от 170 000 записа на концерти от независими музиканти, както и по-утвърдени изпълнители и музикални състави с разрешителни правила за записване на техните концерти.
Проектът „Великият 78“ има за цел да дигитализира 250 000 сингъла със 78 оборота в минута (500 000 песни) от периода между 1880 и 1960 г., дарени от различни колекционери и институции. Той е разработен в сътрудничество с Архива на съвременната музика и Джордж Блъд аудио, отговарящ за дигитализацията на аудио.